# Phalops pauliani
Phalops pauliani là một loài bọ cánh cứng trong họ Bọ hung (Scarabaeidae).